# Phorbia odaesana
Phorbia odaesana är en tvåvingeart som beskrevs av Masayoshi Suwa 1983. Phorbia odaesana ingår i släktet Phorbia och familjen blomsterflugor. Inga underarter finns listade i Catalogue of Life.